# Ruines de Cooten Bay
Les ruines de Cooten Bay sont une ancienne plantation et sont situées au nord de Tortola, dans les Îles Vierges britanniques. Elles ont été présumées abandonnées lors de l'effondrement économique des Îles Vierges britanniques, au milieu du XIXe siècle.
Jusqu'à récemment, les ruines étaient extrêmement difficiles d'accès, car aucune route ne menait à la baie et les chemins étaient relativement escarpés. La baie n'est pas accessible par la mer en raison des récifs coralliens situés près du rivage et de la forte houle du côté nord. Cependant, en 2007, une longue route menant à la baie a été aménagée dans le cadre d'un projet de développement immobilier facilitant la visite des ruines.

## Historique
Il n'existe quasiment aucune trace historique des ruines de Cooten Bay, mais il est possible d'admettre que des nombreuses plantations de canne à sucre relativement appauvries se soient trouvées dans des situations financières difficile après l'adoption du Sugar Duties Act en 1846 par le Royaume-Uni. Le site a probablement été abandonnée après l'Insurrection de 1853. Certains des habitants l'appellent « l'usine Indigo » bien qu'il n'y ait aucune preuve contemporaine que la structure ait été utilisée dans la fabrication de coton Indigo.
Il ne reste que deux canons sur le site, qui a été fortifiée (un canon aurait été volé, mais il est en fait partiellement enterré). Cependant, il n'est pas clair que la ruine fut un fort à part entière et n'était certainement pas un fort maintenu publiquement. C'est une zone un peu curieuse à fortifier, car les récifs coralliens rendraient tout débarquement de la mer très difficile. On sait qu'aucun conflit armé ne s'est produit dans la région de Cootens Bay.